# Mark Karymov
Mark Igorevich Karymov (tiếng Nga: Марк Игоревич Карымов; sinh ngày 22 tháng 6 năm 1998) là một cầu thủ bóng đá người Nga. Anh thi đấu cho F.K. Tom Tomsk.

## Sự nghiệp câu lạc bộ
Anh ra mắt tại Giải bóng đá ngoại hạng Nga cho F.K. Tom Tomsk vào ngày 3 tháng 3 năm 2017 trong trận đấu với F.K. Rostov.